# Mehdi Torabi
Mehdi Torabi (in persiano مهدی ترابی‎; Karaj, 10 settembre 1994) è un calciatore iraniano, centrocampista del Tractor e della nazionale iraniana.

## Carriera

### Club
Ha giocato nella prima divisione iraniana.

### Nazionale
Ha partecipato ai Mondiali del 2018 ed alla Coppa d'Asia del 2019.

## Statistiche

### Cronologia presenze e reti in nazionale
| Cronologia completa delle presenze e delle reti in nazionale ― Iran | Cronologia completa delle presenze e delle reti in nazionale ― Iran | Cronologia completa delle presenze e delle reti in nazionale ― Iran | Cronologia completa delle presenze e delle reti in nazionale ― Iran | Cronologia completa delle presenze e delle reti in nazionale ― Iran | Cronologia completa delle presenze e delle reti in nazionale ― Iran | Cronologia completa delle presenze e delle reti in nazionale ― Iran | Cronologia completa delle presenze e delle reti in nazionale ― Iran |
| Data                                                                | Città                                                               | In casa                                                             | Risultato                                                           | Ospiti                                                              | Competizione                                                        | Reti                                                                | Note                                                                |
| ------------------------------------------------------------------- | ------------------------------------------------------------------- | ------------------------------------------------------------------- | ------------------------------------------------------------------- | ------------------------------------------------------------------- | ------------------------------------------------------------------- | ------------------------------------------------------------------- | ------------------------------------------------------------------- |
| 11-6-2015                                                           | Tashkent                                                            | Uzbekistan                                                          | 0 – 1                                                               | Iran                                                                | Amichevole                                                          | 1                                                                   | 46’                                                                 |
| 16-6-2015                                                           | Aşgabat                                                             | Turkmenistan                                                        | 1 – 1                                                               | Iran                                                                | Qual. Mondiali 2018                                                 | -                                                                   | 46’                                                                 |
| 3-9-2015                                                            | Teheran                                                             | Iran                                                                | 6 – 0                                                               | Guam                                                                | Qual. Mondiali 2018                                                 | 1                                                                   | 65’                                                                 |
| 8-10-2015                                                           | Mascate                                                             | Oman                                                                | 1 – 1                                                               | Iran                                                                | Qual. Mondiali 2018                                                 | -                                                                   | 60’                                                                 |
| 13-10-2015                                                          | Teheran                                                             | Iran                                                                | 1 – 1                                                               | Giappone                                                            | Amichevole                                                          | 1                                                                   | 22’ 74’                                                             |
| 12-11-2015                                                          | Teheran                                                             | Iran                                                                | 3 – 1                                                               | Turkmenistan                                                        | Qual. Mondiali 2018                                                 | -                                                                   |                                                                     |
| 17-11-2015                                                          | Dededo                                                              | Guam                                                                | 0 – 6                                                               | Iran                                                                | Qual. Mondiali 2018                                                 | -                                                                   | 43’                                                                 |
| 29-3-2016                                                           | Teheran                                                             | Iran                                                                | 2 – 0                                                               | Oman                                                                | Qual. Mondiali 2018                                                 | -                                                                   | 62’                                                                 |
| 2-6-2016                                                            | Skopje                                                              | Macedonia                                                           | 1 – 3                                                               | Iran                                                                | Amichevole                                                          | -                                                                   | 64’                                                                 |
| 7-6-2016                                                            | Teheran                                                             | Iran                                                                | 6 – 0                                                               | Kirghizistan                                                        | Amichevole                                                          | 1                                                                   | 64’                                                                 |
| 6-9-2016                                                            | Shenyang                                                            | Cina                                                                | 0 – 0                                                               | Iran                                                                | Qual. Mondiali 2018                                                 | -                                                                   | 73’                                                                 |
| 4-6-2017                                                            | Podgorica                                                           | Montenegro                                                          | 1 – 2                                                               | Iran                                                                | Amichevole                                                          | -                                                                   |                                                                     |
| 5-10-2017                                                           | Teheran                                                             | Iran                                                                | 2 – 0                                                               | Togo                                                                | Amichevole                                                          | -                                                                   | 77’                                                                 |
| 23-3-2018                                                           | Radès                                                               | Tunisia                                                             | 1 – 0                                                               | Iran                                                                | Amichevole                                                          | -                                                                   | 75’                                                                 |
| 18-5-2018                                                           | Teheran                                                             | Iran                                                                | 1 – 0                                                               | Uzbekistan                                                          | Amichevole                                                          | -                                                                   |                                                                     |
| 28-5-2018                                                           | Graz                                                                | Turchia                                                             | 2 – 1                                                               | Iran                                                                | Amichevole                                                          | -                                                                   | 75’                                                                 |
| 8-6-2018                                                            | Mosca                                                               | Iran                                                                | 1 – 0                                                               | Lituania                                                            | Amichevole                                                          | -                                                                   | 46’                                                                 |
| 11-9-2018                                                           | Tashkent                                                            | Uzbekistan                                                          | 0 – 1                                                               | Iran                                                                | Amichevole                                                          | 1                                                                   | 64’                                                                 |
| 16-10-2018                                                          | Teheran                                                             | Iran                                                                | 2 – 1                                                               | Bolivia                                                             | Amichevole                                                          | 1                                                                   | 46’ 50’                                                             |
| 15-11-2018                                                          | Teheran                                                             | Iran                                                                | 1 – 0                                                               | Trinidad e Tobago                                                   | Amichevole                                                          | -                                                                   | 58’                                                                 |
| 20-11-2018                                                          | Doha                                                                | Iran                                                                | 1 – 1                                                               | Venezuela                                                           | Amichevole                                                          | -                                                                   | 66’                                                                 |
| 24-12-2018                                                          | Doha                                                                | Iran                                                                | 1 – 1                                                               | Palestina                                                           | Amichevole                                                          | -                                                                   | 60’                                                                 |
| 31-12-2018                                                          | Doha                                                                | Qatar                                                               | 1 – 2                                                               | Iran                                                                | Amichevole                                                          | -                                                                   | 67’                                                                 |
| 7-1-2019                                                            | Abu Dhabi                                                           | Iran                                                                | 5 – 0                                                               | Yemen                                                               | Coppa d'Asia 2019 - 1º turno                                        | -                                                                   |                                                                     |
| 12-1-2019                                                           | Abu Dhabi                                                           | Vietnam                                                             | 0 – 2                                                               | Iran                                                                | Coppa d'Asia 2019 - 1º turno                                        | -                                                                   | 64’                                                                 |
| 16-1-2019                                                           | Dubai                                                               | Iran                                                                | 0 – 0                                                               | Iraq                                                                | Coppa d'Asia 2019 - 1º turno                                        | -                                                                   | 75’                                                                 |
| 28-1-2019                                                           | al-'Ayn                                                             | Iran                                                                | 0 – 3                                                               | Giappone                                                            | Coppa d'Asia 2019 - Semifinale                                      | -                                                                   | 71’                                                                 |
| 6-6-2019                                                            | Doha                                                                | Iran                                                                | 5 – 0                                                               | Siria                                                               | Amichevole                                                          | -                                                                   | 62’                                                                 |
| 11-6-2019                                                           | Seul                                                                | Corea del Sud                                                       | 1 – 1                                                               | Iran                                                                | Amichevole                                                          | -                                                                   | 62’                                                                 |
| 10-9-2019                                                           | Hong Kong                                                           | Hong Kong                                                           | 0 – 2                                                               | Iran                                                                | Qual. Mondiali 2022                                                 | -                                                                   | 60’                                                                 |
| 3-6-2021                                                            | Arad                                                                | Iran                                                                | 3 – 1                                                               | Hong Kong                                                           | Qual. Mondiali 2022                                                 | -                                                                   | 69’ 90+1’                                                           |
| 7-6-2021                                                            | Riffa                                                               | Bahrein                                                             | 0 – 3                                                               | Iran                                                                | Qual. Mondiali 2022                                                 | -                                                                   | 73’                                                                 |
| 2-9-2021                                                            | Tehran                                                              | Iran                                                                | 1 – 0                                                               | Siria                                                               | Qual. Mondiali 2022                                                 | -                                                                   | 73’                                                                 |
| 29-3-2022                                                           | Mashad                                                              | Iran                                                                | 2 – 0                                                               | Libano                                                              | Qual. Mondiali 2022                                                 | -                                                                   | 74’                                                                 |
| 23-9-2022                                                           | Sankt Pölten                                                        | Uruguay                                                             | 0 – 1                                                               | Iran                                                                | Amichevole                                                          | -                                                                   | 69’                                                                 |
| 10-11-2022                                                          | Tehran                                                              | Iran                                                                | 1 – 0                                                               | Nicaragua                                                           | Amichevole                                                          | 1                                                                   | 78’                                                                 |
| 21-11-2022                                                          | Al Rayyan                                                           | Inghilterra                                                         | 6 – 2                                                               | Iran                                                                | Mondiali 2022 - 1º turno                                            | -                                                                   | 63’                                                                 |
| 25-11-2022                                                          | Al Rayyan                                                           | Galles                                                              | 0 – 2                                                               | Iran                                                                | Mondiali 2022 - 1º turno                                            | -                                                                   | 77’                                                                 |
| 29-11-2022                                                          | Doha                                                                | Iran                                                                | 0 – 1                                                               | Stati Uniti                                                         | Mondiali 2022 - 1º turno                                            | -                                                                   | 71’                                                                 |
| 28-3-2023                                                           | Tehran                                                              | Iran                                                                | 2 – 1                                                               | Kenya                                                               | Amichevole                                                          | -                                                                   | 46’                                                                 |
| 13-6-2023                                                           | Biškek                                                              | Iran                                                                | 6 – 1                                                               | Afghanistan                                                         | CAFA Nations Cup 2023 - 1º turno                                    | -                                                                   | 68’                                                                 |
| 16-6-2023                                                           | Biškek                                                              | Kirghizistan                                                        | 1 – 5                                                               | Iran                                                                | CAFA Nations Cup 2023 - 1º turno                                    | -                                                                   | 75’                                                                 |
| 12-9-2023                                                           | Teheran                                                             | Iran                                                                | 4 – 0                                                               | Angola                                                              | Amichevole                                                          | -                                                                   |                                                                     |
| 16-11-2023                                                          | Teheran                                                             | Iran                                                                | 4 – 0                                                               | Hong Kong                                                           | Qual. Mondiali 2026                                                 | -                                                                   | 70’                                                                 |
| 21-11-2023                                                          | Tashkent                                                            | Uzbekistan                                                          | 2 – 2                                                               | Iran                                                                | Qual. Mondiali 2026                                                 | -                                                                   | 90+4’                                                               |
| 5-1-2024                                                            | Kish Island                                                         | Iran                                                                | 2 – 1                                                               | Burkina Faso                                                        | Amichevole                                                          | -                                                                   | 76’                                                                 |
| 9-1-2024                                                            | Al Rayyan                                                           | Iran                                                                | 5 – 0                                                               | Indonesia                                                           | Amichevole                                                          | -                                                                   | 46’                                                                 |
| 31-1-2024                                                           | Doha                                                                | Iran                                                                | 1 – 1 dts (5 – 3 dtr)                                               | Siria                                                               | Coppa d'Asia 2023 - 1º turno                                        | -                                                                   | 118’                                                                |
| 3-2-2024                                                            | Al Rayyan                                                           | Iran                                                                | 2 – 1                                                               | Giappone                                                            | Coppa d'Asia 2023 - 1º turno                                        | -                                                                   | 90+8’                                                               |
| 11-6-2024                                                           | Teheran                                                             | Iran                                                                | 0 – 0                                                               | Uzbekistan                                                          | Qual. Mondiali 2026                                                 | -                                                                   | 88’                                                                 |
| 5-9-2024                                                            | Fulad Shahr                                                         | Iran                                                                | 1 – 0                                                               | Kirghizistan                                                        | Qual. Mondiali 2026                                                 | -                                                                   | 60’                                                                 |
| Totale                                                              |                                                                     | Presenze                                                            | 51                                                                  |                                                                     | Reti                                                                | 7                                                                   |                                                                     |

## Palmarès

### Club

#### Competizioni nazionali
- Campionato iraniano: 2

Persepolis: 2019-2020
Tractor: 2024-2025
- Supercoppa dell'Iran: 2

Persepolis: 2019
Tractor: 2025